# Френч Ајланд (Висконсин)
Френч Ајланд (енгл. French Island) насељено је место без административног статуса у америчкој савезној држави Висконсин.

## Демографија
По попису из 2010. године број становника је 4.207, што је 203 (-4,6%) становника мање него 2000. године.
| Група             | 2000.         | 2010.         |
| Белци             | 4.237 (96,1%) | 3.962 (94,2%) |
| Афроамериканци    | 23 (0,5%)     | 40 (1,0%)     |
| Азијати           | 48 (1,1%)     | 90 (2,1%)     |
| Хиспаноамериканци | 30 (0,7%)     | 41 (1,0%)     |
| Укупно            | 4.410         | 4.207         |